# Menthus rossi
Espèce
Synonymes
- Minniza rossi Chamberlin, 1923

Menthus rossi est une espèce de pseudoscorpions de la famille des Menthidae.

## Distribution
Cette espèce est endémique du Mexique. Elle se rencontre en Basse-Californie du Sud, en Basse-Californie, au Sonora et au Chihuahua.

## Description
Le mâle holotype mesure 2,8 mm.

## Systématique et taxinomie
Cette espèce a été décrite sous le protonyme Minniza rossi par Chamberlin en 1923. Elle est placée dans le genre Menthus par Chamberlin en 1930.

## Étymologie
Cette espèce est nommée en l'honneur de John Ross, capitaine du Silver Gate.

## Publication originale
- Chamberlin, 1923 : New and little known pseudoscorpions, principally from the islands and adjacent shores of the Gulf of California. Proceedings of the California Academy of Sciences, sér. 4, vol. 12, no 17, p. 353-387 (texte intégral).